# Żyworódka pierzasta

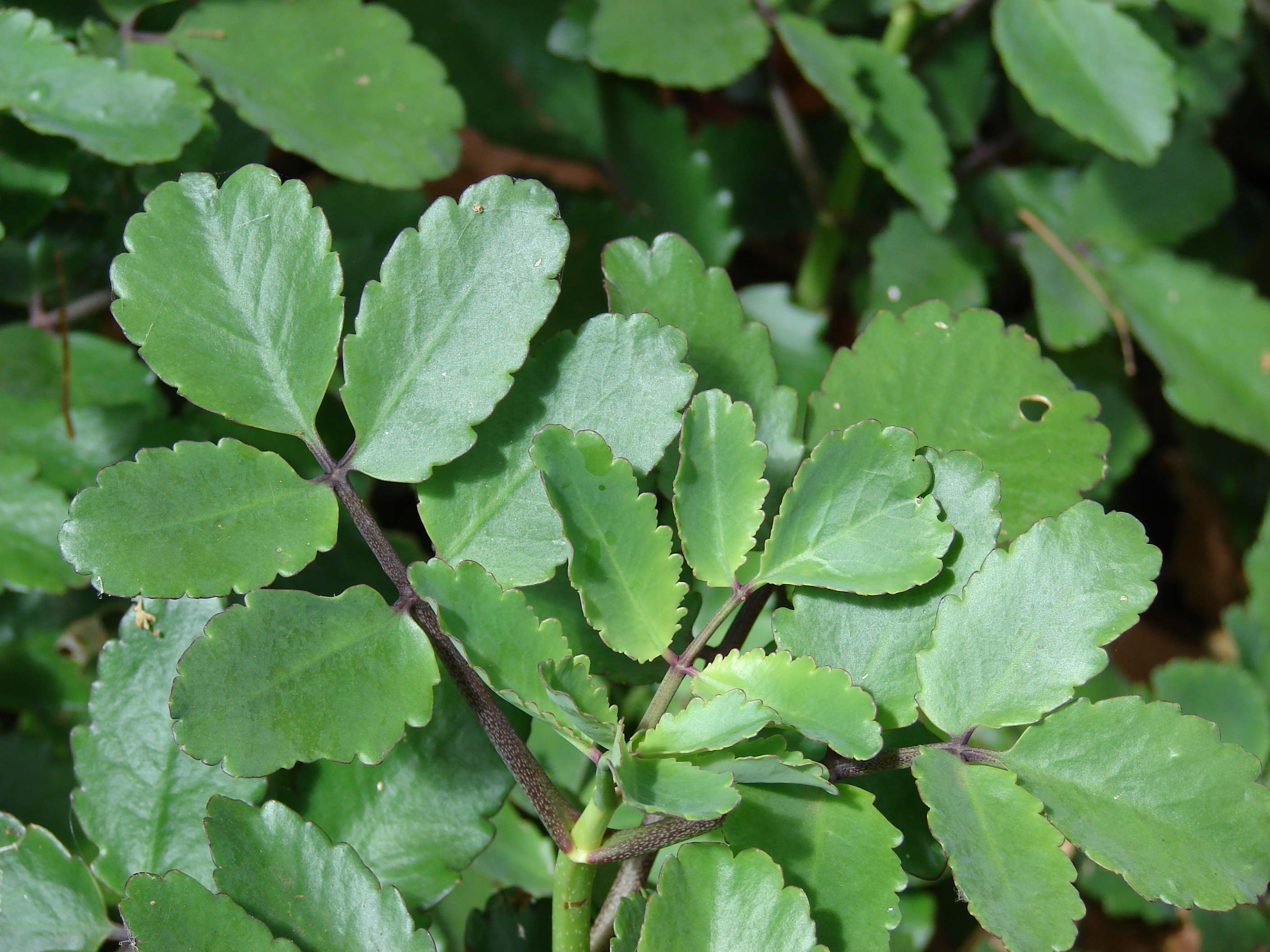

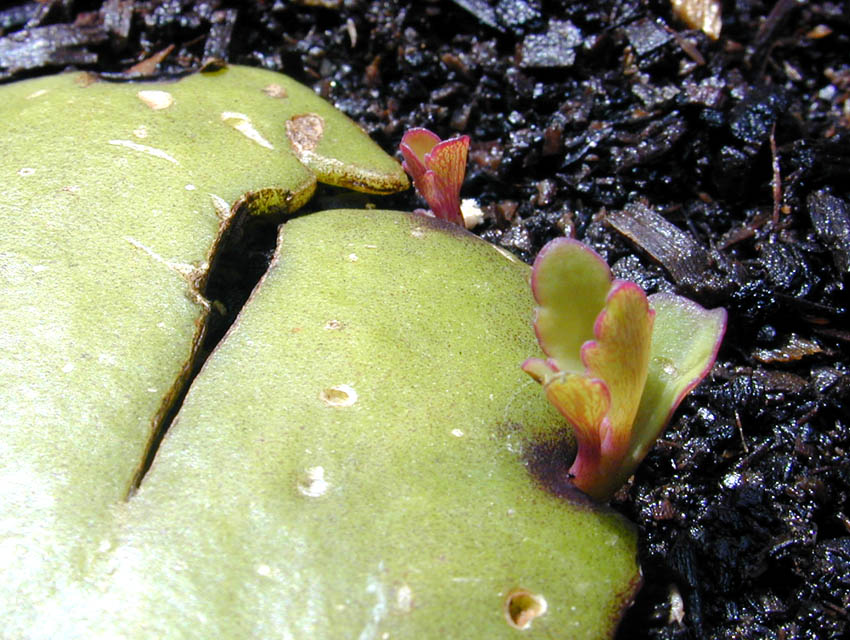
Rozmnóżki

Żyworódka pierzasta (Kalanchoe pinnata) – gatunek rośliny z rodziny gruboszowatych (Crassulaceae). Pochodzi z Madagaskaru, rozprzestrzeniona została także i stała się gatunkiem inwazyjnym w Azji, Australii i wyspach Oceanu Spokojnego oraz w Ameryce Środkowej. W Polsce jest jednym z kilku gatunków rozmnóżek uprawianych jako rośliny pokojowe.

## Nazewnictwo
Polska nazwa rodzajowa pochodzi od nietypowego sposobu rozmnażania się roślin z rodzaju Kalanchoe. Dawniej ten gatunek wraz z kilkoma innymi zaliczany był przez niektórych botaników do rodzaju Bryophyllum (płodnolist), co po grecku oznacza kiełkujący liść i nazwa ta dobrze oddaje sposób rozmnażania się tej rośliny. W języku polskim roślina ta nazywana jest także kalanchoe pierzastym, płodnolistem pierzastym, kielichowym lub briofilum pierzastym. W języku łacińskim również posiada wiele synonimów świadczących o tym, że przez różnych botaników była różnie klasyfikowana: Bryophyllum calycinum Salisb., Bryophyllum pinnatum (Lam.) Oken, Cotyledon pinnata Lam., Crassula pinnata L. f., Kalanchoe pinnata var. calcicola H. Perrier, Sedum madagascaricum Clus. ex Fröd.

## Morfologia
ŁodygaWzniesiona, prosta, gruba, nierozgałęziająca się, naga. Dochodzi do 1,8 metra wysokości.
LiścieSoczyste, pierzasto podzielone, składają się z 3–5 owalnych listków z ząbkowaną krawędzią.
KwiatyWyrastają na długich pędach, tworząc wierzchotkę. Mają zielonkawobiałą, purpurowo nabiegłą, 4-łatkową, cylindryczną koronę, 8 pręcików i 4 słupki. Roślina zakwita uprawiana w Europie Środkowej zimą.

## Biologia
Bylina, sukulent liściowy i pędowy. Roślina żyworodna, jednak w odróżnieniu od niektórych innych przedstawicieli tego gatunku nie tworzy licznych rozmnóżek na brzegu liści (tak jak np. żyworódka Daigremonta). Rozmnóżki pojawiają się na brzegach liści, pomiędzy ich ząbkami zwykle po ich odłamaniu, gdy leżą na podłożu. Rozmnóżki wyrastając na soczystych liściach posiadają pewien zapas wody i mogą przez jakiś czas przetrwać niesprzyjające warunki (susza), a gdy tylko wilgotność gleby im na to pozwoli, szybko kiełkują. Roślina może ukorzeniać się także z łodygi i liści.

## Zastosowanie
Roślina leczniczaPosiada szerokie zastosowanie lecznicze, stosowana zarówno zewnętrznie jak i wewnętrznie. Ma działanie wirusobójcze, grzybobójcze i bakteriobójcze.
Roślina ozdobnaW klimacie umiarkowanym jest uprawiana w doniczkach jako roślina pokojowa.

## Uprawa
Roślina ta nie lubi nadmiaru wody, gdyż powoduje to gnicie korzeni, podlewać należy ją więc umiarkowanie. W zimie powinna przebywać w dobrze oświetlonych miejscach (np. na parapetach okiennych). W lecie można ją wynieść na balkon. Gdy nadmiernie wyrośnie, jej wygląd może stać się nieatrakcyjny, w związku z czym należy ją wcześniej przez rozmnóżki rozmnożyć, a stare egzemplarze wyrzucić. Rośnie dobrze w każdej żyznej ziemi, która nie powinna tylko być ciężka i gliniasta. Po przekwitnięciu należy ściąć kwiatostan, by nie wytwarzały się nasiona (ich wytwarzanie osłabia roślinę, a nie są one ozdobne). Rozmnaża się ją poprzez rozmnóżki, które doskonale ukorzeniają się.